# Palais Chitralada
 (février 2019).
Si vous disposez d'ouvrages ou d'articles de référence ou si vous connaissez des sites web de qualité traitant du thème abordé ici, merci de compléter l'article en donnant les références utiles à sa vérifiabilité et en les liant à la section « Notes et références ».
Le palais Chitralada est situé sur le domaine royal de Dusit dans le quartier de Dusit (khet de Dusit) à Bangkok. Le défunt roi de Thaïlande Rama IX y résidait officiellement.
C'est la résidence actuelle du roi Rama X [réf. nécessaire].

## Localisation

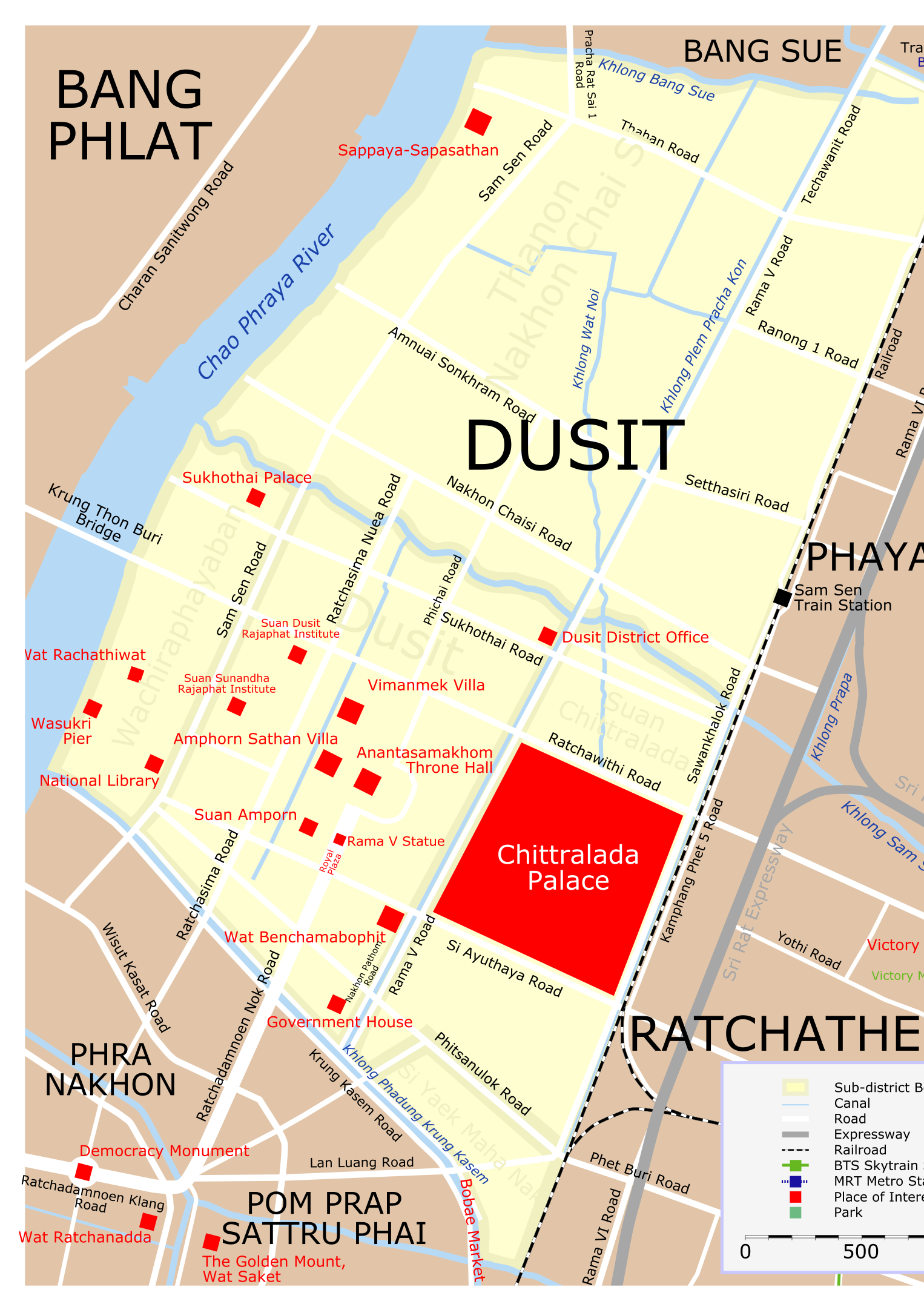
Plan du quartier (khet) de Dusit.

Carte du domaine royal de Dusit.